# Pépé visite le Louvre
 (juillet 2020).
Pour plus de détails, voir Fiche technique et Distribution.
Pépé visite le Louvre (Louvre Come Back to Me! en anglais) est un cartoon américain Looney Tunes de 1962 réalisé par Chuck Jones et Maurice Noble mettant en scène Pépé le putois. 